# ضرائب السجائر في الولايات المتحدة

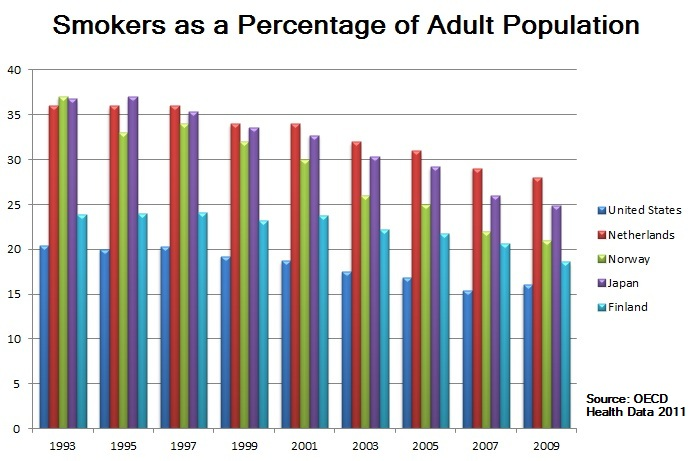

في الولايات المتحدة الأمريكية تم فرض ضرائب على المدخنيين على المستويين الفيدرالي وعلى مستوى الولاية بالإضافة إلى الضرائب المحلية على مبيعات السجائر .
الضرائب على السجائر ظهرت خلال التاريخ الأمريكي ولا تزال قضية عالقة حتى اليوم .
التاريخ :
وعلى الرغم من أن التدخين لم يكن شائعاًفي الولايات المتحدة الأمريكية حتى منتصف القرن التاسع عشر الميلادي إلا أن الحكومة الفيدرالية حاولت أن تفرض ضرائب على منتجات التبغ مثل السعوط في فترة مبكرة من تاريخها
وفي عام 1794م قدم أمين الخزانة ألكساندر هيميلتون أول ضريبة فيدرالية على منتجات التبغ وبعد تعديله تم تقديم المقترح ليتم رفضه خلال فترة قصيرة بتأثير ضئيل على الميزانية الفيدرالية [<rt.ef>"History of Tobacco Regulation - Regulation for Revenue". Druglibrary.org. مؤرشف من الأصل في 2020-02-22. اطلع عليه بتاريخ 2015-07-02.</ref>] ؛وعلى الرغم من فشل مقترح هيميلتون إلا أن محاولات فرض الضرائب على منتجات التبغ اخذت دوراً مهمأً في التاريخ الأمريكي.
في الأول من تموز عام 1862 وضع الكونغرس الأمريكي ضرائب على العديد من المنتجات من بينها التبغ ؛وجاء هذا نتيجة لزيادة الديون على الاتحاد بسبب الحرب الأهلية الأمريكية وحاجة الحكومة الفيدرالية إلى المزيد من الريع .
بعد انتهاء الحرب الكثير من الضرائب التي فُرضت تم إلغاؤها لكن ضريبة التبغ بقيت، في الحقيقة حتى عام 1868م المصدر الأول للدخل للحكومة الفيدرالية كان من الضرائب المفروضة على التبغ .[]
على الرغم من أن الحكومة الفيدرالية أوجدت الضرائب على التبغ الولايات المتحدة لم تُقر هذه الضرائب حتى القرن العشرين .وفي عام 1921م إيوا أصبحت أول ولاية إقرت الضرائب على التيغ الخاص بها على مستوى الولاية بالإضافة إلى الضرائب الفيدرالية وتبعتها سريعاَ العديد من الولايات والأقاليم [.]،ومع حلول عام 1950م أصدرت واشنطن وأربعين ولاية آخرى قوانين تخص ضرائب التبغ فيها .[
]
ومع حلول عام 1969م كانت كافة الولايات ومقاطعة كولومبيا والإقاليم قد طبقت ضرائب السجائر، وكذلك أيضاَ العديد من المدن مثل: شيكاغو ونيويورك طبقت قانونها الخاص لضرائب السجائر .
على مستوى الولاية والدولة والاتحاد الفيدرالي كانت أعلى ضريبة على السجائر في شيكاغو في مقاطعة كوك إلينوي حيث بلغت 7.42دولار للحزمة من 20 سيجارة .أما أقل ضريبة فكانت17 سنتاَ في ميسوري حيث صوت الناخبون على بقائها هكذا في 2002و20060و2012 .[

التأثيرات :
واحدة من الأسباب لدعم الزيادة على ضرائب السجائر تبعاَ لخبراء الصحة العامة هو أن هذه الزيادة تؤدي إلى التقليل من معدلات التدخين.[] بحس ب العديد من الدراسات التي أجريت، والعلاقة بين رفع ضرائب السجائر ومعدلات التدخين خاضعة للمرونة بحيث كلما زادت الضرائب على السجائر قلت مبيعاتها واستهلاكها،[]من قبل المراهقين وينطبق هذا أيضاَ على أصحاب الدخل المحدود فمثلا عند رفع ضرائب السجائر بما نسبته عشرة بالمئة تقل نسبة المدخنيين من المراهقين سبعة بالمئة [. This rate is also true amongst minorities and low income </ref> This rate is also true amongst minorities and low income population smokers.]، وكذلك عند رفع هذه الضرائب ازداد عدد المتصلين على الخط الساخن للإقلاع عن التدخين من 900 اتصال في الوضع العادي إلى 20000 اتصال خلال شهرين .[]
كتحليل للعلاقة بين معدلات التدخين ورفع الضرائب على السجائر في الفترة من {1955-1964 } تبعاَ للتقرير الأول الصادر من الجراح العام والشعور العام بمكافحة التدخين، يظهر أن العلاقة بين زيادة الضرائب وتقليل معدلات التدخين أصبح شائعاَ اليوم، مقترحا َأن سلوك الناس تجاه التدخين لم يعد عامل حيرة.[14] وكانت الحجج أنها غير داعمة للاقتصاد .[. Tobacco taxes also produce significant improvements in public health, and arguments about alleged adverse economic effects of such taxes tend to be unsupported.]